# 南平市站
南平市站原名武夷山东站，位于中国福建省南平市建阳区武夷新区，现为二等站。合福客运专线以及原规划中的浦梅铁路经过该站。

## 历史
武夷山东站规划时擬名建阳北站，为普通县级车站。后在南平市政府的要求下，经过协商、扩大車站规模，将站址定于建阳市（现建阳区）将口镇洋墩村，並改称武夷山东站。
2015年6月28日，武夷山东站（电报码：WCS，拼音码：WYD）随合福客运专线建成而投入使用。
2017年，南平市人民政府发出《南平市人民政府关于优化调整我市辖区铁路车站站名方案情况的报告》（南政综〔2017〕530号），提出因南平市行政中心搬迁至建阳，且为合福高铁在南平市境内最大的客运站，提议将武夷山东站更名为南平站。
2019年12月15日，根据中国国家铁路集团印发的《国铁集团关于宁城等站命名和南平南等站更名的通知》，武夷山东站更名为南平市站。

## 车站结构
车站设3台7线，其中正线2条，到发线5条，设有一个侧式站台，两个岛式站台。站房建筑面积为30000平方米。站房综合楼为地上两层。

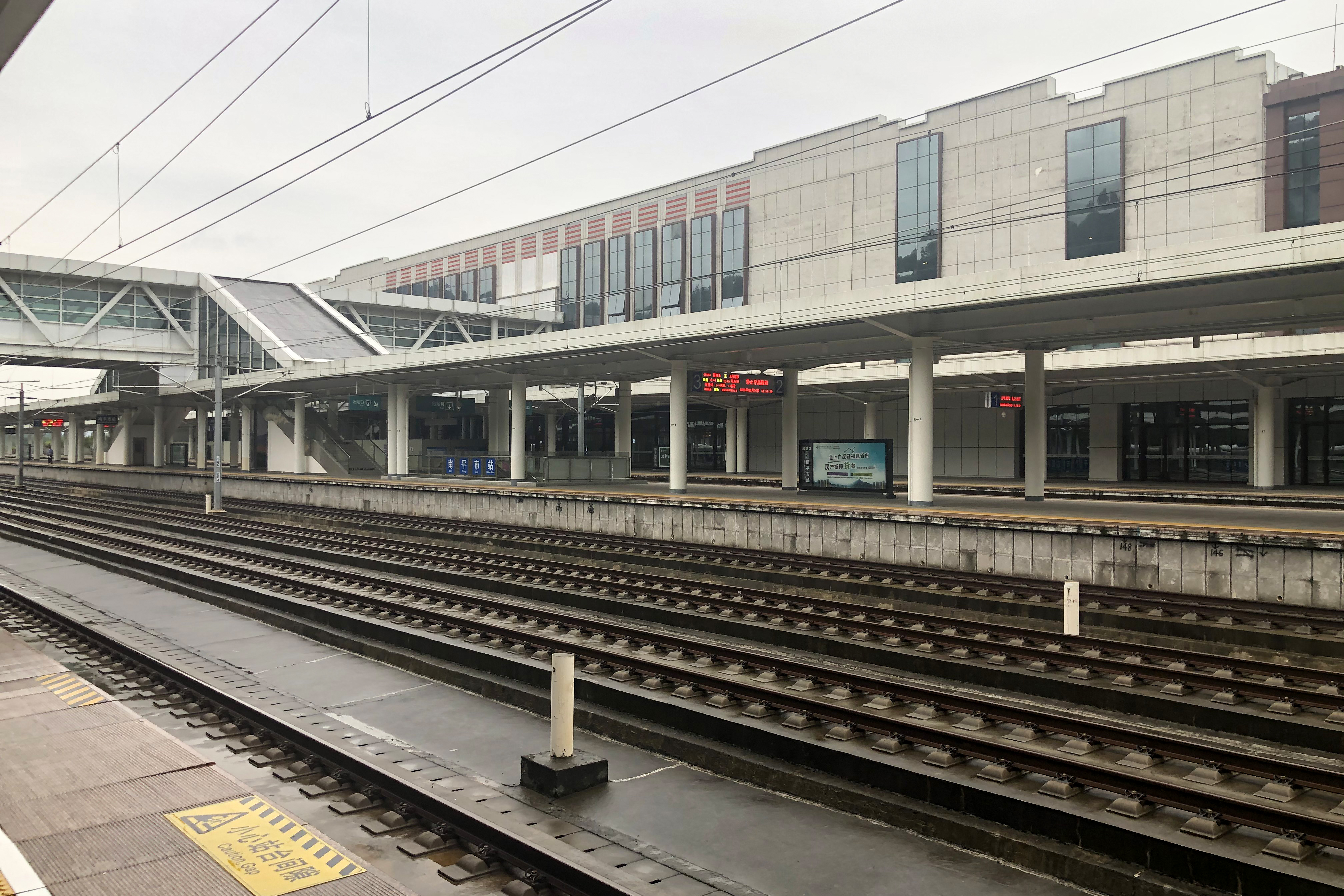
南平市站1-3站台
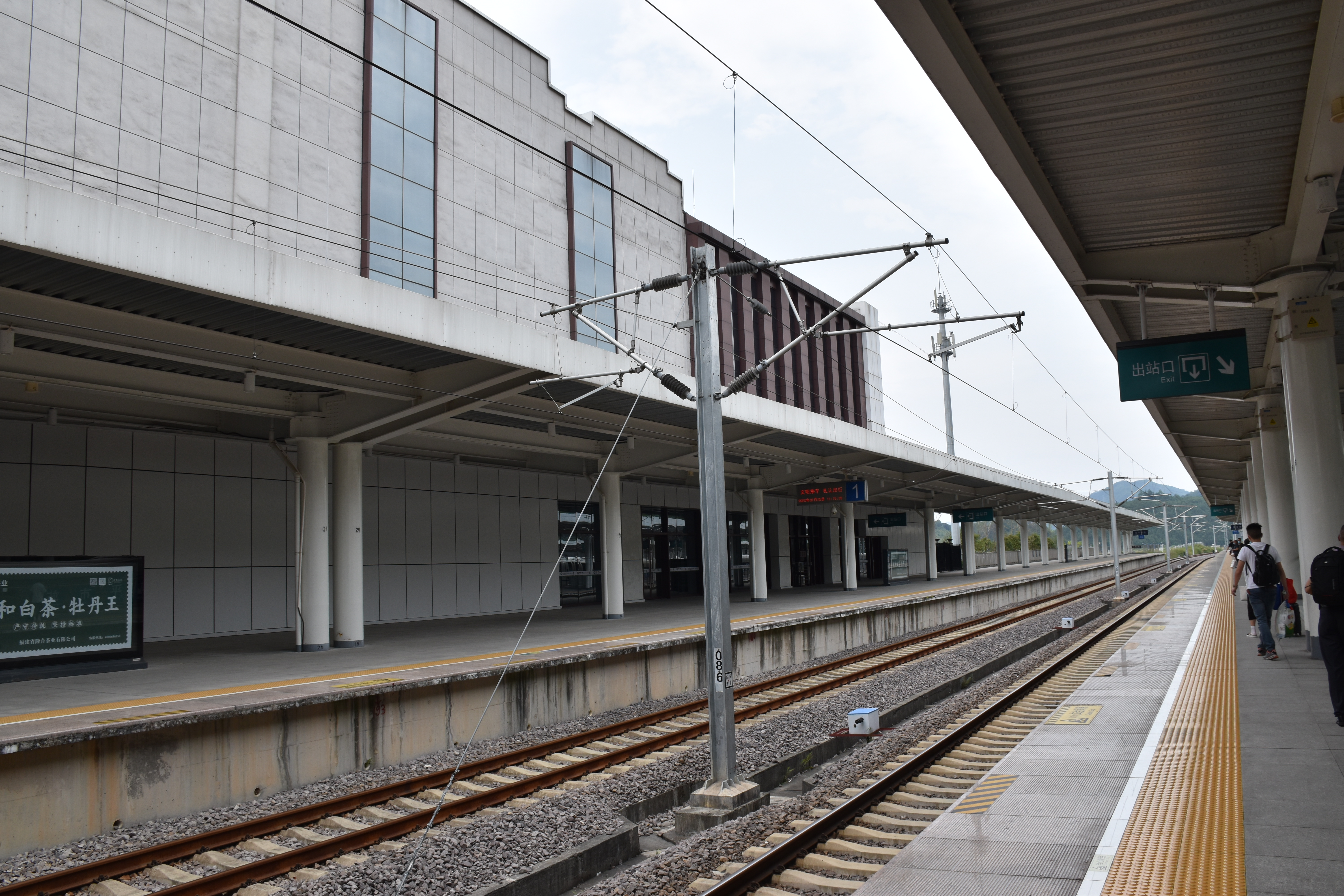
南平市站1站台与2站台

## 周边交通

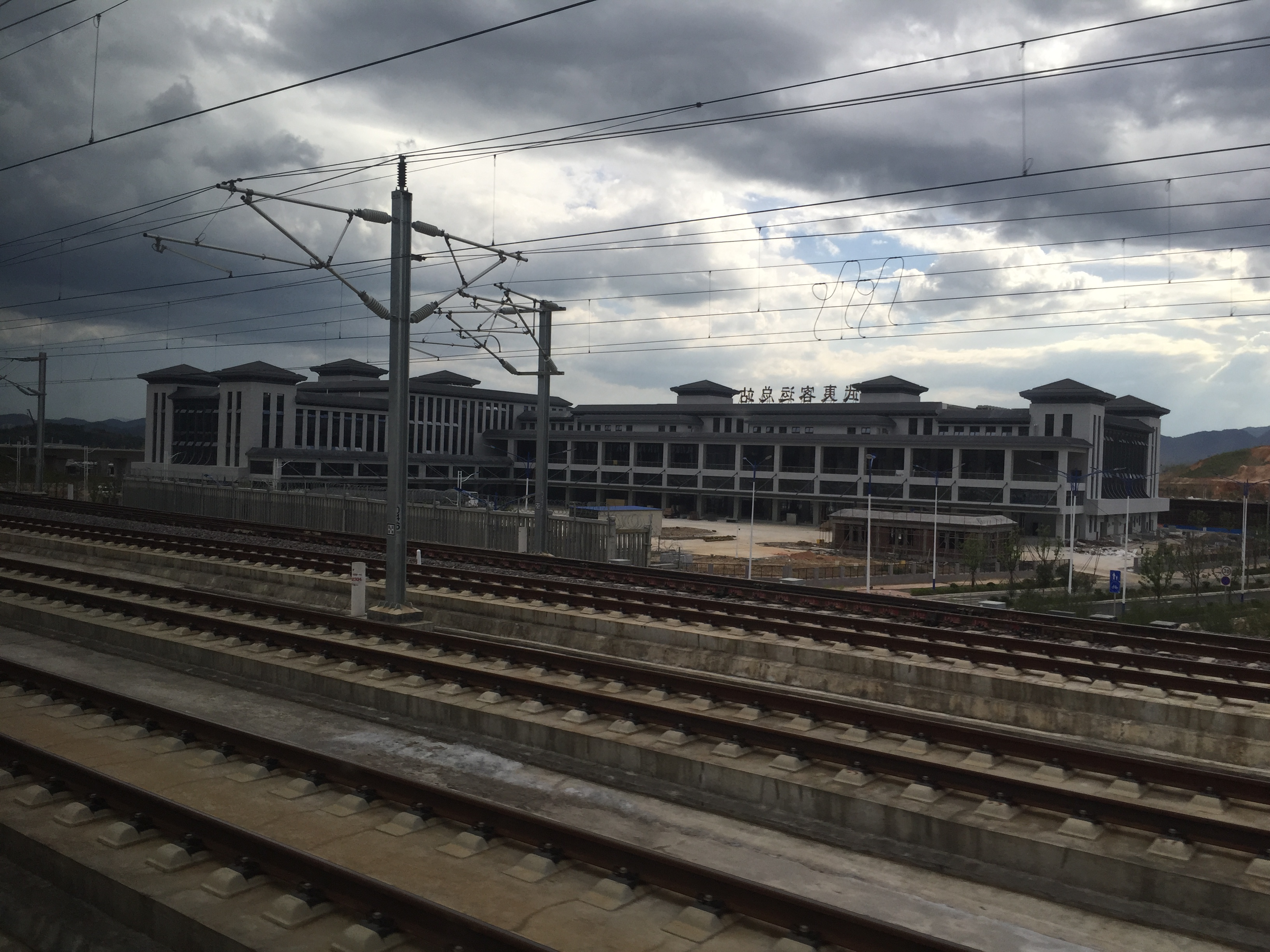
武夷客运总站

根据规划，南平市政府以南平市站为核心，将建设大规模的新城区，即武夷新区。南平市站旁的长途汽车站（武夷客运总站）目前有开往邵武、光泽、浦城等县市的汽车班次，有旅游大巴和长途汽车开往南平市周边地区。
南平市站也是建阳区和武夷新区的一个交通枢纽，站前广场有快速公交车的经停站与起点站。运营中的武夷新区旅游观光轨道交通1号线和规划中的2号线途经南平市站。。

## 轶事
由于该站距离武夷山风景名胜区以及建阳区还有较长时间的车程，亦有大量乘客对此表示严重不满。2019年，由于行政中心搬迁，该站改名南平市站，而位于南平老市政府所在地延平区的交通设施逐渐去南平化。